# 钟毅 (1901年)

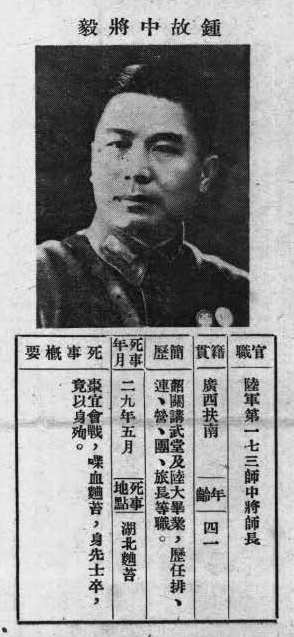
《抗戰軍人忠烈錄》（第一輯）中的鍾毅烈士遺像

鍾毅（1901年9月24日—1940年5月9日），字天任，广西省扶南县人，中華民國軍人，新桂系骨干将领。抗日戰爭中最高職務為國民革命軍第四十八軍173師中将師長，在棗宜会战中，陣亡於唐河县。

## 生平
1920年底，毕业于广东韶关讲武堂，為該校第二期步兵科學生。畢業後，受到同鄉與同學李明瑞延攬返回廣西擔任軍職，並參與了李宗仁統一廣西省的一系列戰役，由於在與陸榮廷的作戰中立下軍功。至新桂系改組前，鐘毅的職務為廣西討賊軍第一縱隊第三團第三營少校營長。
1926年，参加国民革命军北伐，編入國民革命軍第七軍。在第一階段北伐戰爭中表現勇猛，1926年11月升任國民革命軍第七軍第二旅第三團上校團長。
1929年初，宁汉战争后奉派赴日本考察軍事。同年9月回国，因广西局势动荡，居上海岳父家。1931年，回广西任集团军上校参议。
1934年，出任中央軍事政治學校第一分校（南寧分校）戰術教官，并在陆军大学特二期受训。
1937年，被任命为國民革命軍第三十一軍少将旅长，11月率军北上抗日。参加淮河战役、台儿庄会战外围阻击战。
1938年夏，以战功晋升为第48军第173师中将师长。武汉会战以后，该师负责保卫第五战区司令部。
1939年夏，随枣会战后，因战功荣获军事委员会颁发的陆、海、空甲等奖状。 
1940年5月9日，在棗宜会战中，他退至唐河蒼苔，因敵圍困而从容自戕殉国。173师全体官兵无一投降或被俘，全军阵亡。
同年七月，中華民國政府以1283號褒揚令明令褒揚。8月葬于桂林东郊，现为钟毅墓。国民政府在唐河县修建钟毅中学，由李宗仁为之亲笔题名。